# 해리 셤 주니어
해리 셤 주니어(영어: Harry Shum, Jr., 1982년 4월 28일 ~ )는 코스타리카 태생의 미국 배우, 댄서, 가수, 안무가이다. 그의 어머니는 홍콩 출신, 아버지는 광저우 출신으로, 코스타리카에서 태어났다가 6세 때 샌프란시스코로 이주하였다. 그래서 스페인어와 광둥어, 영어에 능하다고 한다. 그는 드라마 《글리》에 마이크 챙으로, 《섀도우 헌터스》에 매그너스로 가장 유명하며, 또 영화 《스텝업》 시리즈 등에 출연하였다.

## 어린 시절
해리는 코스타리카 리몬에서 태어났다. 그의 어머니는 홍콩 출신이고, 그의 아버지는 중국 광저우 출신이다. 그들은 셤과 그의 두 누나들이 태어난 코스타리카로 이사했다. 해리가 6살이었을 때, 그들은 캘리포니아의 샌프란시스코로 이사했다. "저는 매우 많은 세계의 장점들을 갖고있다고 생각해요. 저는 광동어와 스페인어를 합니다. 사실 스페인어는 제가 광동어와 영어를 배우기 전의 모국어입니다." 그는 다른 인터뷰에서 그가 더 이상 스페인어를 유창하게 할 수 없다고 말했다. 그는 또한 6세 이후 그 언어를 유창하게 사용한 적이 없다고 말했다.
한 인터뷰에서, 그의 춤에 대한 첫 동기부여는 진 켈리나 마이클 잭슨같은 댄서들에게 영향을 받기 전, 지누와인과 드루 힐, 그리고 어셔를 본 것이라고 했다.
해리는 스스로를 약간 라틴계라고 생각한다고 말했다. 그는 이렇게 말했다 : "제가 라틴계 국가에서 태어난 중국인이라는 건 이상하죠, 그렇지만 저는 제 중국계 뿌리를 유지하면서 라틴계 문화에 빠졌다는 사실을 사랑해요." 그리고 덧붙였는데, "저는 문화들이 가족의 가치들이나 음식의 맛에 대한 취향과 같은 많은 공통점을 공유한다고 생각해요. 저는 물론 제가 약간 라틴계라고 생각해요."

## 출연작 목록

### 영화
| 연도 | 제목                            | 원제                                      | 배역             | 비고       |
| ---- | ------------------------------- | ----------------------------------------- | ---------------- | ---------- |
| 2004 | 유 갓 서브드                    | You Got Served                            | 댄서             |            |
| 2008 | 양파 무비                       | The Onion Movie                           | 롤리팝 러브 댄서 |            |
| 2008 | 스텝업 2: 더 스트리트           | Step Up 2: The Streets                    | 케이블           |            |
| 2008 | 아메리칸 몰                     | The American Mall                         | 댄싱 타코        | TV 영화    |
| 2008 | 열정의 무대 2                   | Center Stage: Turn It Up                  | 클럽 댄서        |            |
| 2010 | 우리 가족 결혼식                | Our Family Wedding                        | 해리             |            |
| 2010 | 엘엑스디: 반란의 시작           | The LXD: The Uprising Begins              | 엘리엇 후        |            |
| 2010 | 스텝업 3D                       | Step Up 3D                                | 케이블           |            |
| 2011 | 3분간                           | 3 Minutes                                 | 사냥꾼 1         | 단편       |
| 2011 | 뷔페                            | Buffet                                    | 루커스           | 단편       |
| 2011 | 생애 최고의 데이트              | Best Date Ever!                           | 스튜어트         | 단편       |
| 2011 | 자존감을 위한 세 가지 단계      | 3 Steps to Self Esteem                    | 해리             | 단편       |
| 2011 | 글리: 더 3D 콘서트 무비         | Glee: The 3D Concert Movie                | 마이크 챙        |            |
| 2012 | 화이트 프로그                   | White Frog                                | 채즈 영          |            |
| 2012 | 눈 깜짝할 사이                  | Already Gone                              | 스콧 리          | 단편       |
| 2014 | 맘스 나이트 아웃                | Moms' Night Out                           | 조이             |            |
| 2014 | 무법도시                        | Revenge of the Green Dragons              | 폴 웡            |            |
| 2014 | 발론                            | Ballon                                    | 아비             |            |
| 2015 | 파이어 시티: 엔드 오브 데이즈   | Fire City: End of Days                    | 프랭크           |            |
| 2016 | 와호장룡: 운명의 검             | 卧虎藏龙：青冥宝剑                        | 웨이팡           |            |
| 2017 | 스크린 타임                     | Screen Time                               | 캐머런           | 단편       |
| 2018 | 크레이지 리치 아시안            | Crazy Rich Asians                         | 찰리 우          |            |
| 2019 | 이스케이프 플랜 3               | Escape Plan: The Extractors               | 바오 영          |            |
| 2019 | 번                              | Burn                                      | 류 경관          |            |
| 2019 | 자비                            | Mercy                                     | 제임스           | 단편       |
| 2020 | 올 마이 라이프                  | All My Life                               | 솔로몬 차우      |            |
| 2021 | 방송 신호 침투                  | Broadcast Signal Intrusion                | 제임스           |            |
| 2021 | 러브 하드                       | Love Hard                                 | 오언 린          |            |
| 2022 | 에브리씽 에브리웨어 올 앳 원스  | Everything Everywhere All at Once         | 채드             |            |
| 2023 | 리전 오브 슈퍼히어로즈          | Legion of Super-Heroes                    | 브레이니악 5     | 애니메이션 |
| 2024 | 저스티스 리그: 무한 지구의 위기 | Justice League: Crisis on Infinite Earths | 브레이니악 5     | 애니메이션 |
| 2024 | 쿵푸팬더 4                      | Kung Fu Panda 4                           | 불 뿜는 악어     | 애니메이션 |

### 텔레비전 드라마
| 연도      | 제목                                | 원제                                | 배역             | 비고                                                       |
| --------- | ----------------------------------- | ----------------------------------- | ---------------- | ---------------------------------------------------------- |
| 2003      | 보스턴 퍼블릭                       | Boston Public                       | 플레처           | "Chapter Sixty" 에피소드                                   |
| 2005      | 커미티드                            | Committed                           | 중국인 배달부    | "The Apartment Episode" 에피소드                           |
| 2007      | 비바 로플린                         | Viva Laughlin                       | 컨스트럭션 댄서  | "Pilot" 에피소드                                           |
| 2008      | 조이 101                            | Zoey 101                            | 로이             | "Trading Places" 에피소드                                  |
| 2008      | 리타 록스                           | Rita Rocks                          | 잭               | "Flirting with Disaster" 에피소드                          |
| 2008      | 그릭                                | Greek                               | 오메가 치 브라더 | 3회분 출연                                                 |
| 2008      | 아이칼리                            | iCarly                              | 유키             | "iGo to Japan" 에피소드                                    |
| 2009-15   | 글리                                | Glee                                | 마이크 챙        | 주연                                                       |
| 2010-11   | 비범한 댄서 군단                    | The Legion of Extraordinary Dancers | 엘리엇 후        | 미니시리즈                                                 |
| 2013      | 모탈 컴뱃: 레거시                   | Mortal Kombat: Legacy               | 서브제로         |                                                            |
| 2016      | 싱글 바이 30                        | Single by 30                        | 피터 마          |                                                            |
| 2016-19   | 섀도우 헌터스: 더 모탈 인스트루먼트 | Shadowhunters                       | 매그너스 베인    | 주연                                                       |
| 2019-20   | 텔 미 스토리                        | Tell Me a Story                     | 브렌던           | 4회분 출연                                                 |
| 2020      | 아콰피나는 퀸스에서 온 노라         | Awkwafina Is Nora from Queens       | 닥 호티          | "Grandma & Chill" 에피소드                                 |
| 2022-현재 | 그레이 아나토미                     | Grey's Anatomy                      | 벤슨 콴          | 주연                                                       |
| 2022      | 스타트렉: 로워덱스                  | Star Trek: Lower Decks              | 로다             | 애니메이션; "A Mathematically Perfect Redemption" 에피소드 |
| 2023      | 스테이션 19                         | Station 19                          | 벤슨 콴          | "We Build Then We Break" 에피소드                          |
| 2023      | 푸른 눈의 사무라이                  | Blue Eye Samurai                    | 다카요시         | 애니메이션                                                 |